# 丘紫薇
丘紫薇（英語：Yumi Yau）（1986年7月24日—），前香港无线新闻高級財經記者兼主播。丈夫為陳焜傑。

## 经历
中學時期就讀於循道中學，並於樹仁大學新聞系畢業，畢業後曾在亞視新聞擔任財經記者及主播及有線財經資訊台擔任財經記者及主播。
在2013年4月至2017年7月20日於有線財經資訊台工作期間，曾擔任《財經即時睇》、《8點有線財經》、《10點有線財經》、《華爾街速遞》等財經節目主持。並於2017年7月下旬轉投無綫新聞擔任高級財經記者及主播 。現主持81台翡翠台及83台無綫新聞台（交易現場、深港滬通等節目）。

## 參照
1. ↑  .   [2019-12-23]. （原始内容存档于2020-05-11）.

## 外部連結
- 丘紫薇的新浪微博
- 丘紫薇的Instagram帳戶
- 丘紫薇2013年1月14日 | 十二點半新聞
- 財經2230 | 丘紫薇
- 2017 丘紫薇
- 丘紫薇 yumi （页面存档备份，存于）